# Hochzeitsfotografie

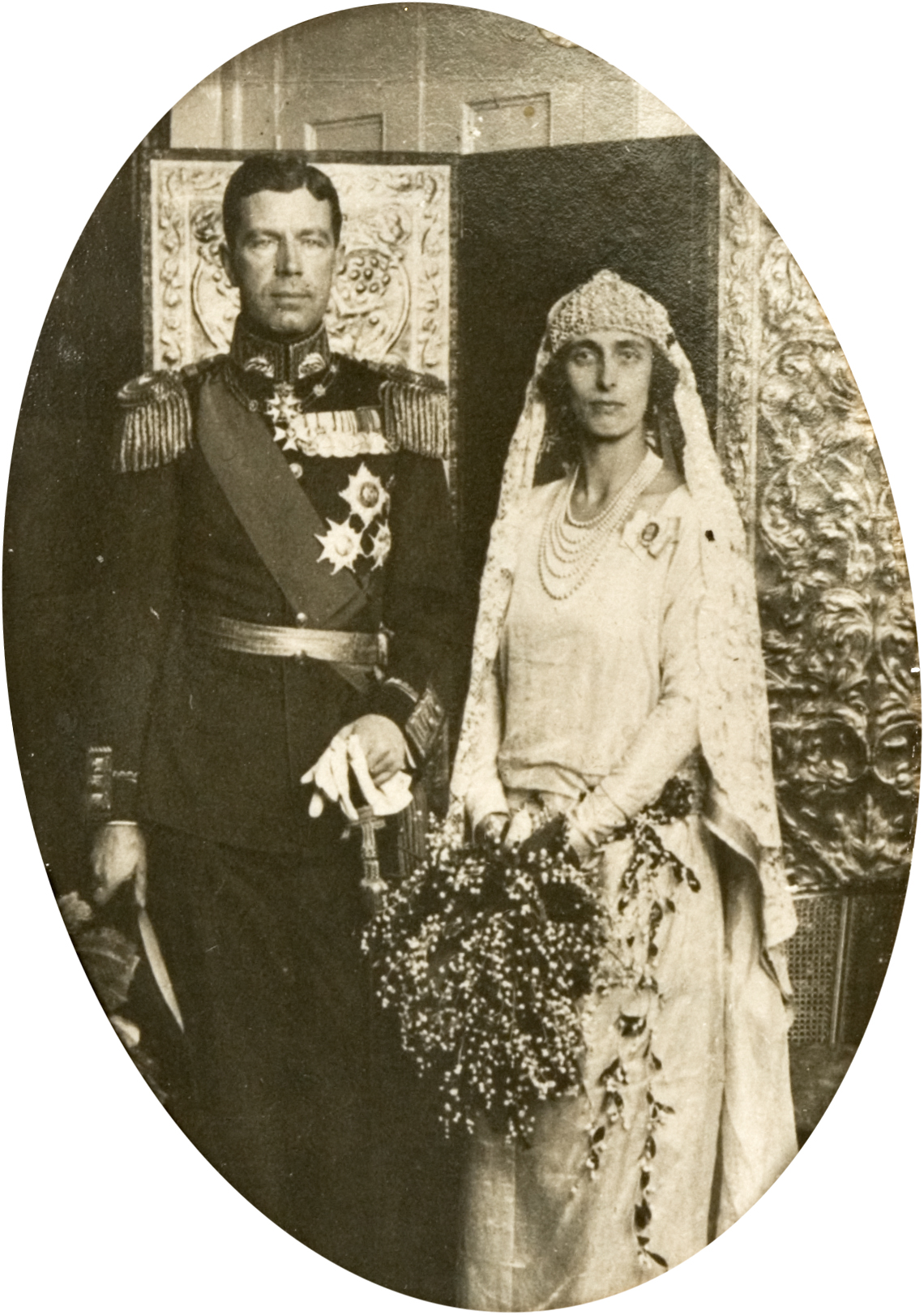
Hochzeitsfoto von Gustav VI. Adolf und Lady Louise Mountbatten, 1923

Hochzeitsfotografie ist als besondere Form der Eventfotografie eine Anlass-bezogene Fotografie. Dem Anlass der Hochzeit entsprechend kann die Hochzeitsfotografie Elemente der Porträtfotografie, der Reportagefotografie oder der Glamour-Fotografie enthalten. Generell hat Hochzeitsfotografie die Aufgabe, das Ereignis als angenehme Erinnerung zu fixieren.

## Kennzeichen der Hochzeitsfotografie

### Stilaspekte
Hochzeitsfotografie ist ein typischer Vertreter inszenierter Fotografie. Der Grad der Inszenierung hängt von den Wünschen des Brautpaares und den Fähigkeiten des Fotografen ab. Sie enthält Elemente der Porträtfotografie, der Reportagefotografie und der Glamourfotografie. Bei der Porträtfotografie im Rahmen der Hochzeitsfotografie handelt es sich beispielsweise um natürlich wirkende Porträts in einer entspannten Umgebung (Studio, Park), während die Reportagefotografie die fotografische Begleitung des Hochzeitstages mit den zeremoniellen Elementen (Trauung, Ringetausch, Essen) enthält. Die Glamourfotografie ist die Inszenierung von Erinnerungsfotos mit viel Glamour. Der Unterschied zur (natürlich wirkenden) Porträtfotografie liegt im Zweck der Bildaussage: Bei der Glamourfotografie soll, ähnlich der Beautyretusche, das Bild einem vorher festgelegten Schönheitsideal angenähert werden. Die Grenzen zwischen diesen Bereichen sind fließend.
Die Hochzeitsreportage ist eine Bilderserie, die mehrere „Etappen“ fotografisch dokumentiert (z. B. Trauung und Feierlichkeiten) und nicht unbedingt nur das Brautpaar zeigt.

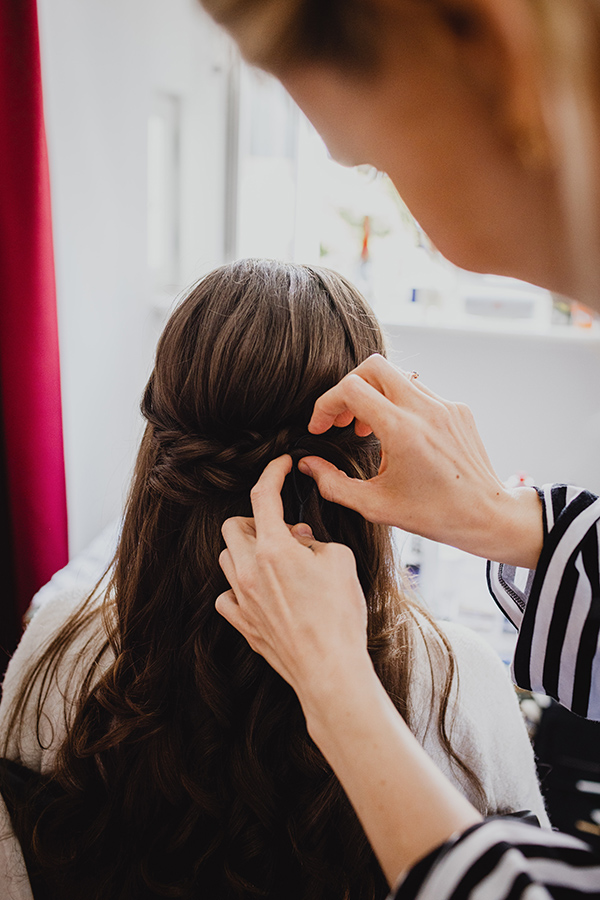
Getting Ready
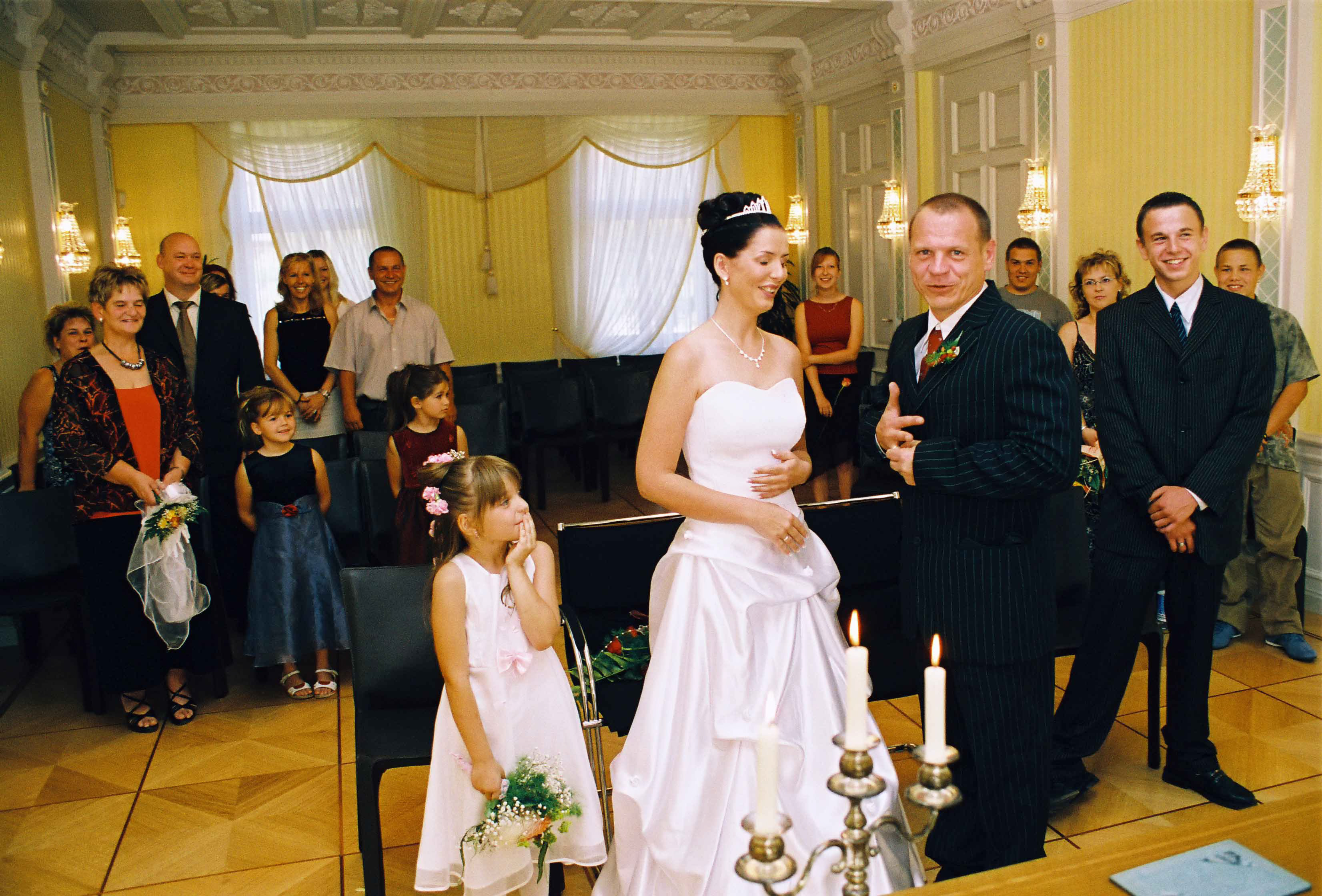
Hochzeitspaar im Standesamt
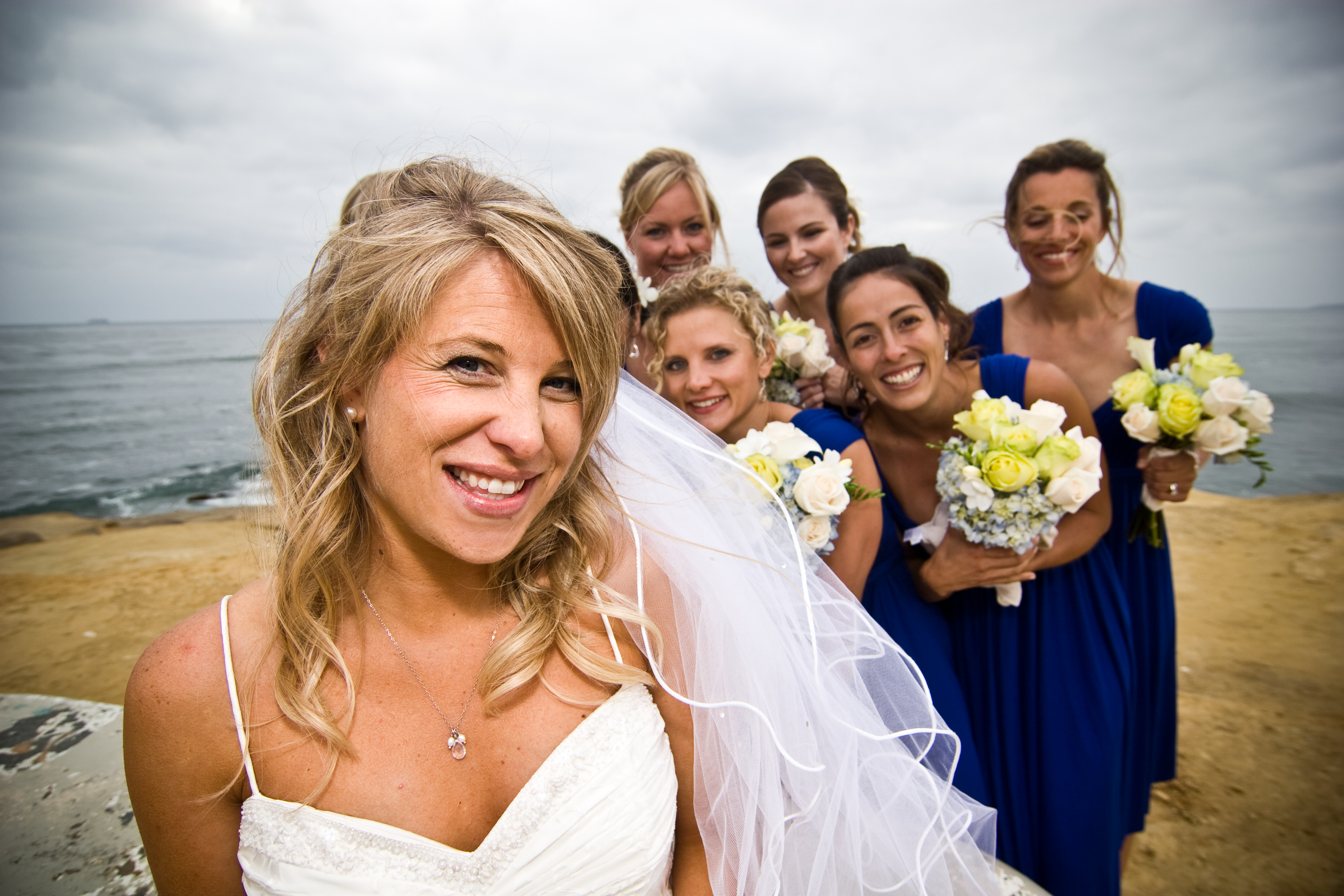
Professionelle Fotoinszenierung
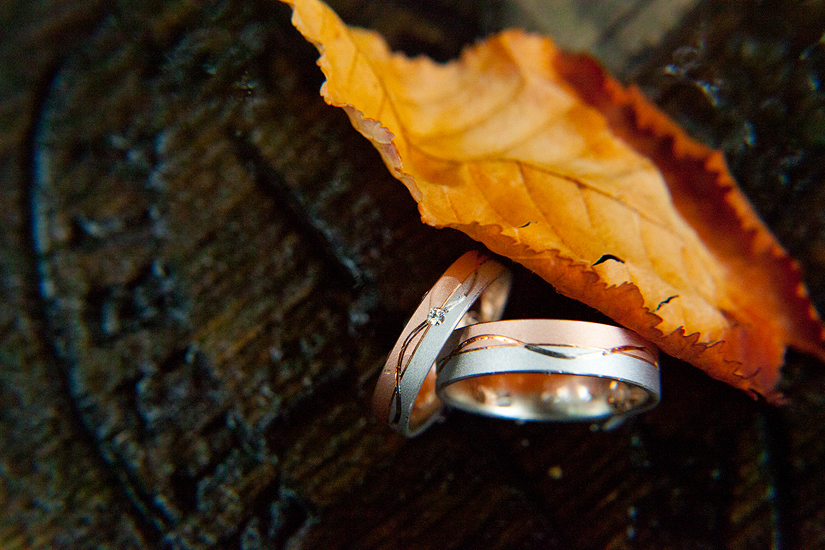
Stillleben mit Accessoires
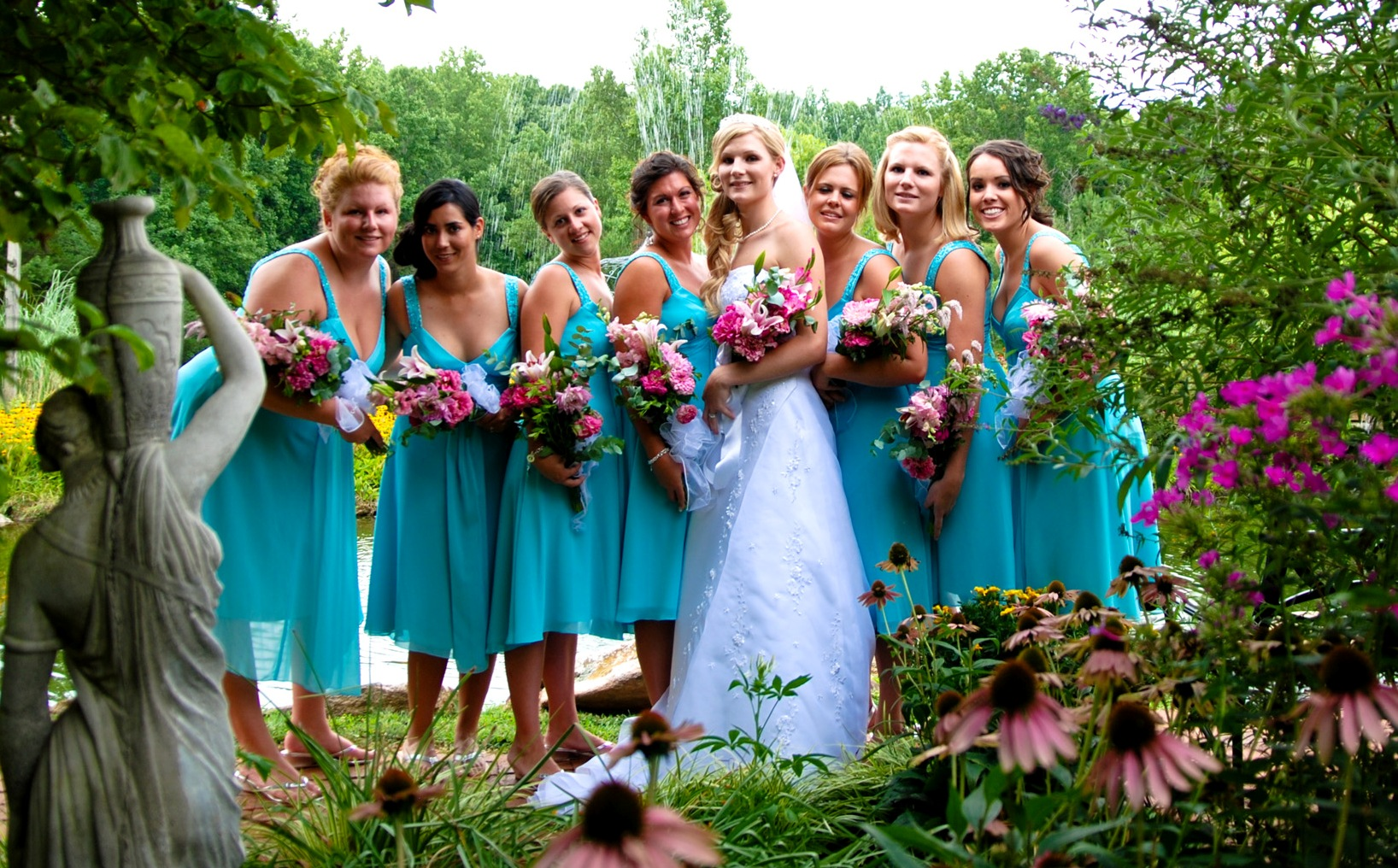
Foto-Shooting im Park

### Kulturelle Aspekte
Der wesentliche Unterschied zwischen den Hochzeitsfotos verschiedener Länder und Kulturen liegt in den inhaltlichen Details. Verschiedene Bräuche und kulturelle Besonderheiten sorgen für unterschiedliche Wertigkeiten aller Elemente der Hochzeitsfotografie.

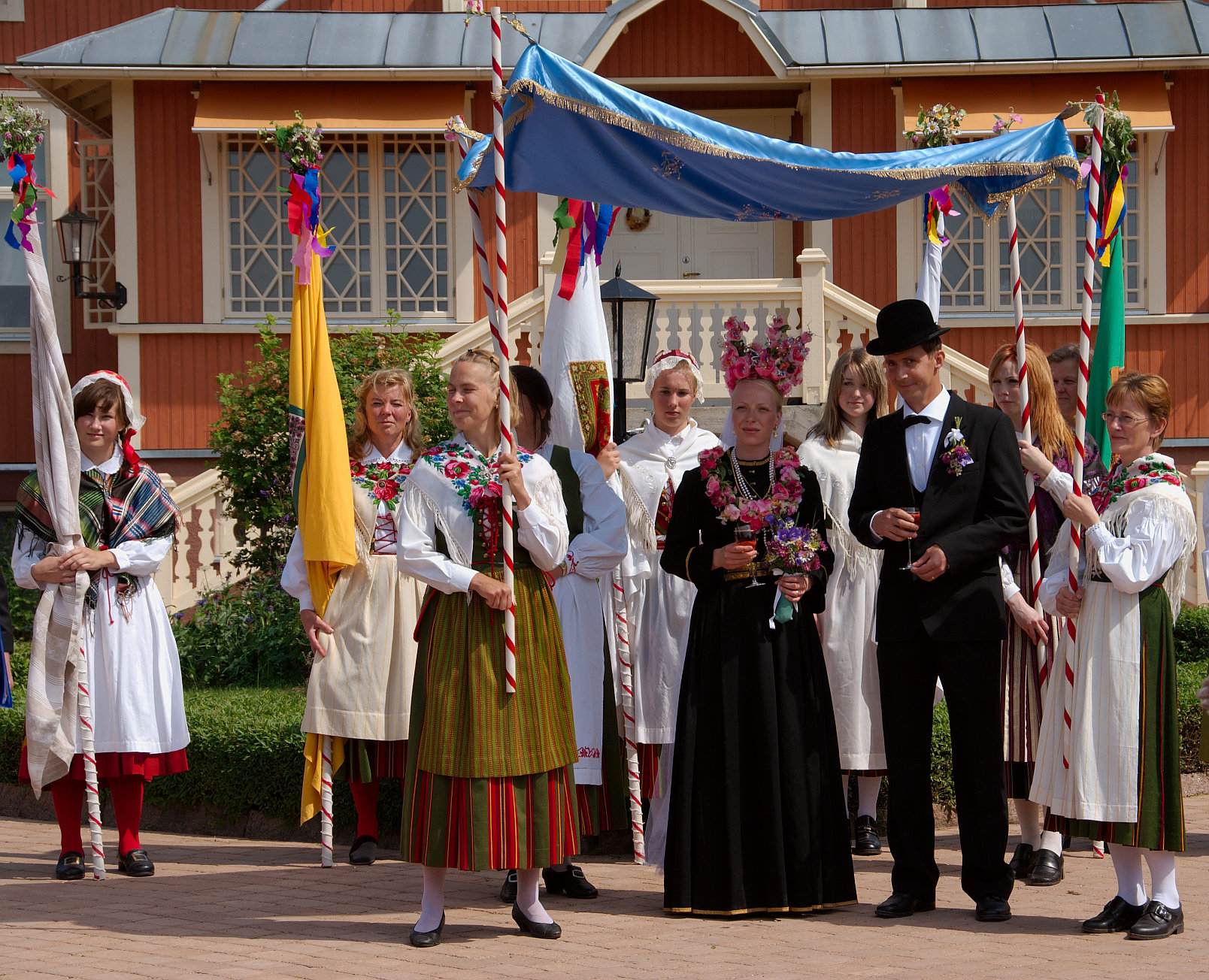
Bauernhochzeit in Jomala
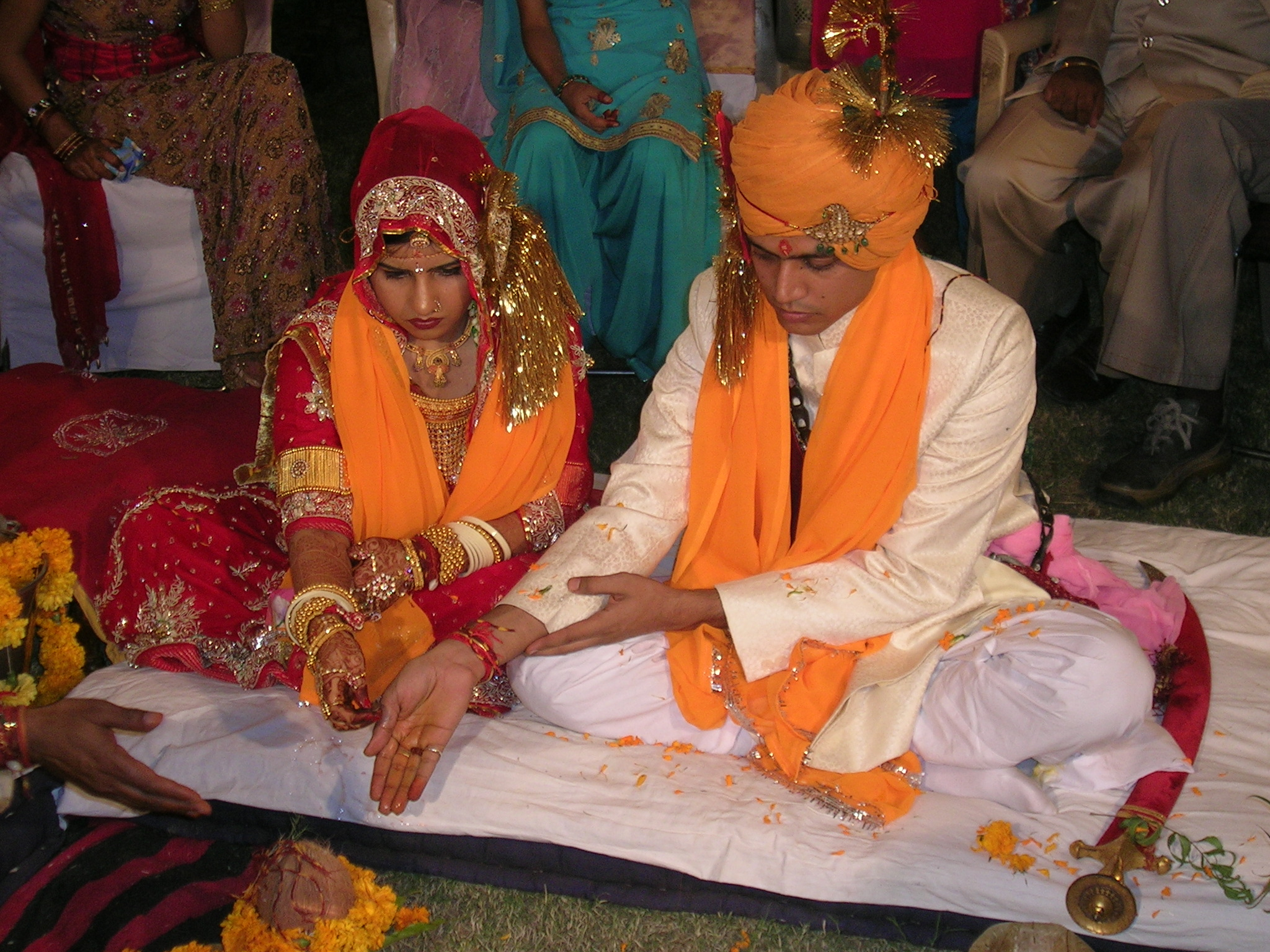
Hinduistisches Hochzeitspaar
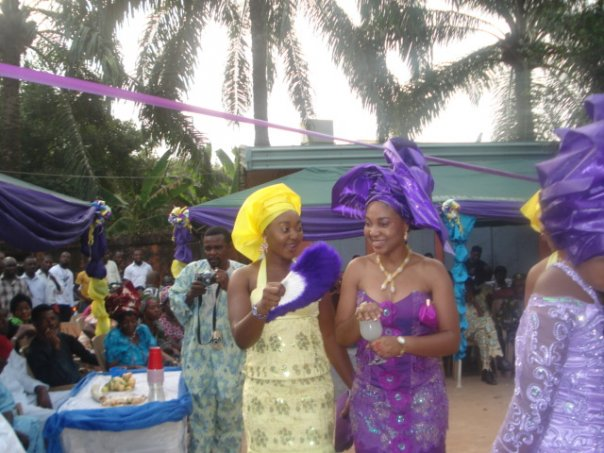
Traditionelle Nnewi-Hochzeit
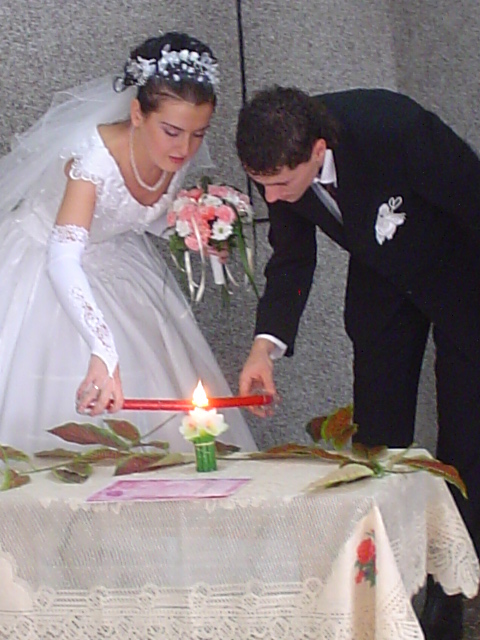
Ukrainischer Hochzeitsbrauch
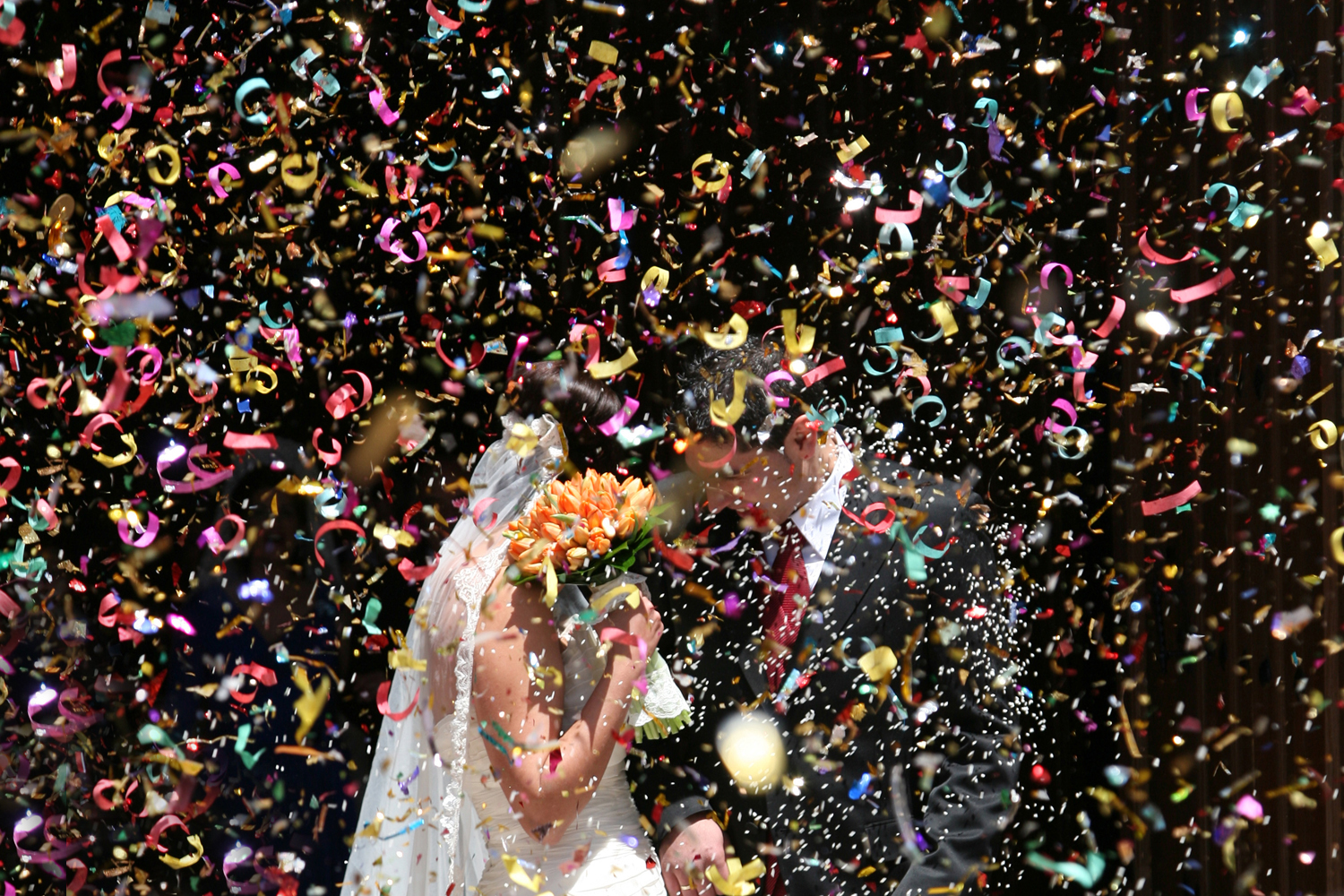
Spanischer Lamettaregen
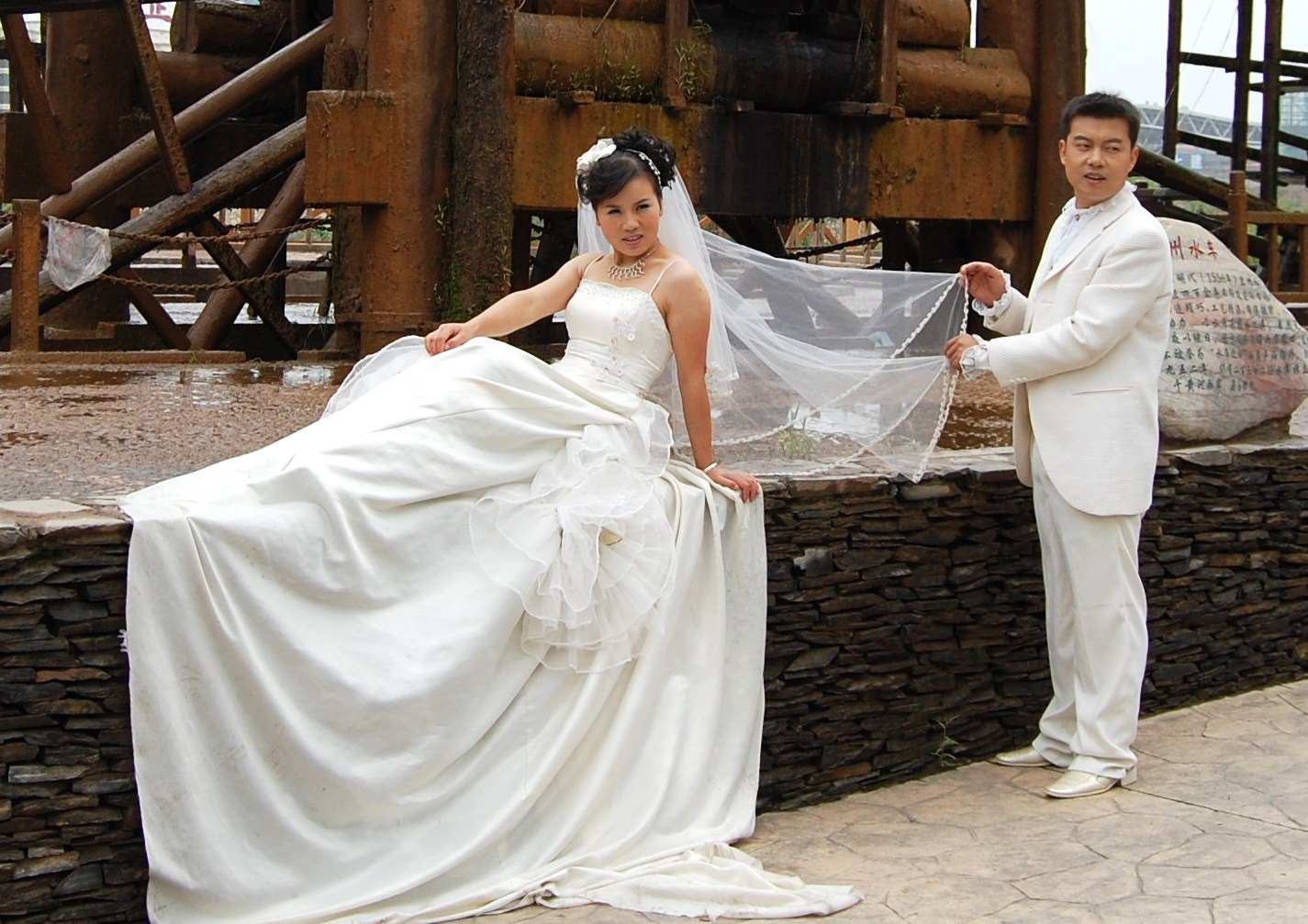
Hochzeitspaar in China

## Geschichte
Die Geschichte der Hochzeitsfotografie ist eng mit der Erfindung der Fotografie durch Joseph Nicéphore Niépce verknüpft. Eines der ersten Hochzeitsfotos entstand 14 Jahre später, im Jahr 1840, und zeigt eine Nachstellung für die Kamera der Hochzeit von Queen Victoria und Prinz Albert. Allerdings wurden, bedingt durch technologische und finanzielle Schwierigkeiten, Fotografen für Hochzeiten erst im späten 19. Jahrhundert engagiert. In dieser Zeit wurden Hochzeitsfotos nicht auf der eigentlichen Hochzeit erstellt, sondern im Studio, in dem das Hochzeitspaar für ein Foto posierte. In den späten 1860er Jahren wurde der Brauch populär, Fotografen für Hochzeitsfotos zu engagieren und in wenigen Fällen waren die Fotografen auch auf der eigentlichen Feier anwesend.
Mit den technologischen Fortschritten in der Hochzeitsfotografie wurde es möglich, sperriges Equipment durch kleinere Gerätschaften zu ersetzen und Belichtungsprobleme zu lösen. Hochzeitsalben wurden in den 1880er Jahren üblich und die Fotografen wurden häufiger zu den Hochzeitsfesten eingeladen, um diese in den Fotos zu inkludieren. Zu Beginn des 20. Jahrhunderts brachte die Einführung der Farbfotografie eine wichtige Entwicklung mit sich, die allerdings aus Kostengründen erst spät in die Hochzeitsfotografie eingeführt wurde. Erst nach dem Zweiten Weltkrieg wurde der Brauch populär, Hochzeitsfotografen für die Reportage des gesamten Tages zu engagieren.

## Ausdrucksformen

### Hochzeitsreportage
Unter Hochzeitsreportage versteht man die fotojournalistische Begleitung einer Hochzeit. Dabei werden die Fotos nicht gestellt oder inszeniert, sondern die Ereignisse neutral und möglichst authentisch abgelichtet.

### Hochzeitsgruppenfoto
Immer beliebter werden Gruppenfotos bei Hochzeiten. Im bayerischen Oberland gehört das Gruppenfoto der gesamten Hochzeitsgesellschaft zur Tradition. Hier haben sich Fotografen darauf spezialisiert und bieten mit ihrer Fotoausrüstung und der mobilen Fototribüne das passende Equipment. Auch immer wieder werden Gruppenfotos von oben gemacht, hier steht der Fotograf in der Kirche auf der Empore, auf einer mobilen Hebebühne oder setzt eine Kamera-Drohne ein.

### Künstlerische Sonderformen

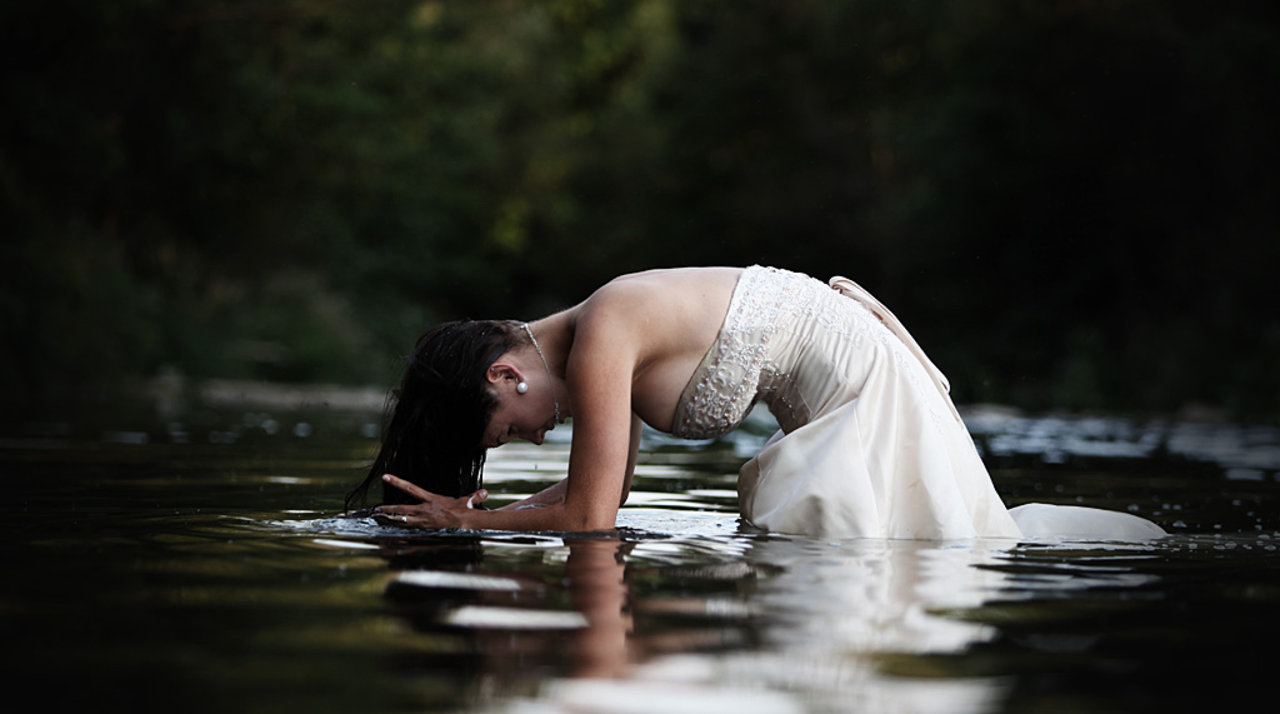
Trash the dress im Wasser

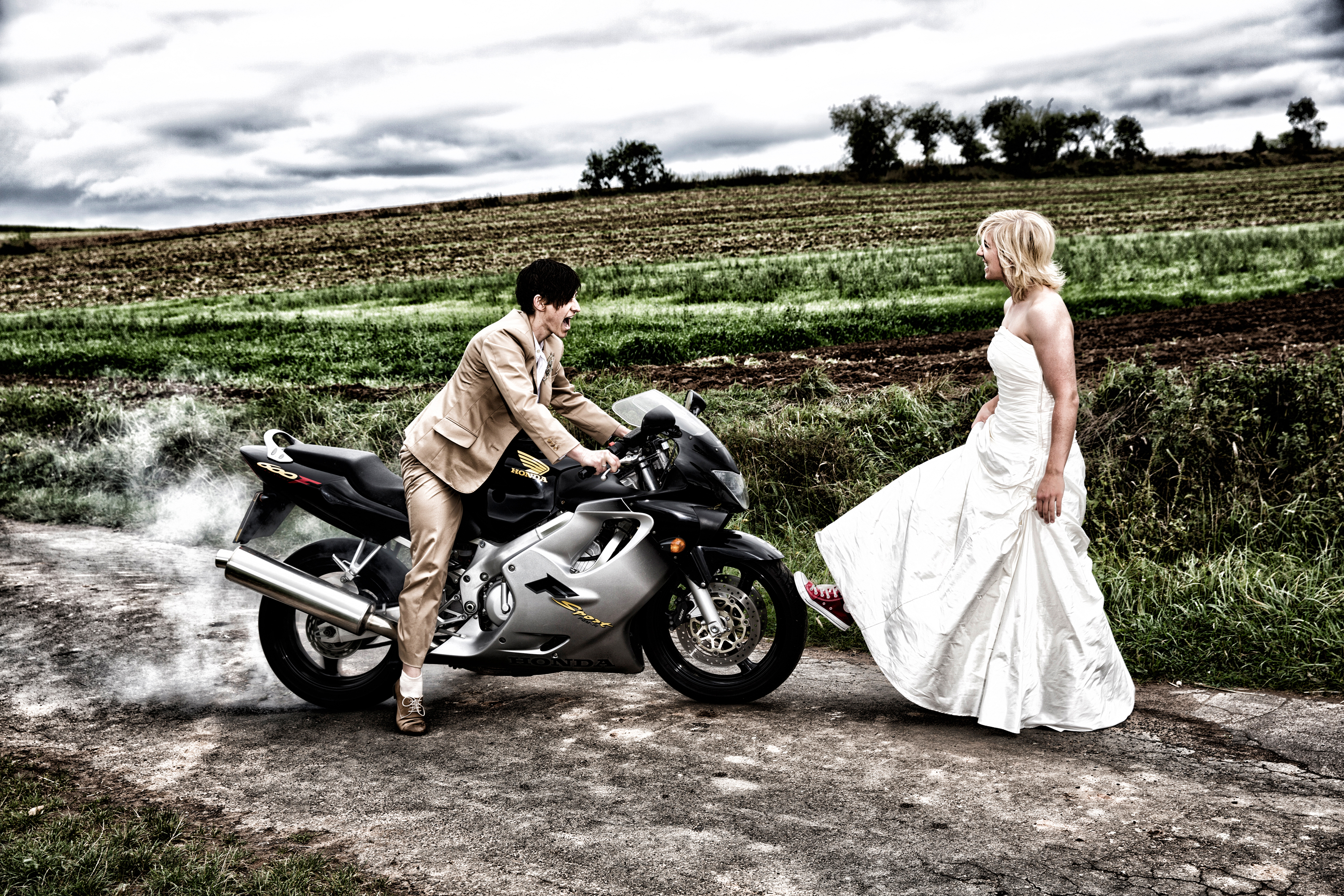
Trash the dress in einer Motorradszene (Burn-out)

Unter Trash the dress versteht man ein Subgenre der Hochzeitsfotografie, das anders als die klassische Hochzeitsfotografie auf den Gegensatz des eleganten Hochzeitskleids zu außergewöhnlichen Umgebungen wie Schrottplätzen, Graffitiwänden oder alten Fabriken setzt.
Ursprünglich kommt Trash the dress aus den USA. Ende des 20. Jahrhunderts, zu Beginn des 21. Jahrhunderts sollen die ersten Trash-the-Dress-Shootings in Las Vegas stattgefunden haben. John Michael Cooper soll der Urvater dieses Stilmittels sein.
Ihre Wirkung entfalten diese Fotos hauptsächlich durch die Atmosphäre des traditionellen Brautkleides in einer komplett untypischen Umgebung. Beliebte Orte für Trash-the-dress-Fotos sind unter anderem Schrottplätze, Autofriedhöfe, Gewässer, Graffitiwände, alte Fabriken oder Häfen. Auch durch Schminke, Accessoires und „unpassende“ Schuhe wie etwa Gummistiefel kann der Kontrast unterstrichen werden.
Oft werden Trash-the-dress-Fotos nicht anstelle „klassischer“ Hochzeitsfotos, sondern als Ergänzung dazu gemacht.
Durch die genannten Voraussetzungen (Ergänzung zu anderen – professionellen – Hochzeitsaufnahmen; starkes Verschmutzen – ggf. Beschädigung – der Hochzeitskleidung; der Aufwand von Auswahl und Besuch der Location; vom Mainstream – und damit vom häufigsten Hochzeitsanlass – abweichender Stil; hoher Kostenaufwand usw.) wird dieses Subgenre nur von einer speziellen Klientel genutzt.

## Verhältnis von Amateuren und Profis
Hochzeitsfotos werden sowohl von Amateurfotografen als auch von Profifotografen aufgenommen. Speziell für Amateure existiert eine große Anzahl an Ratgebern. Hier ein Auszug:
„Um die Stimmung und das Ambiente einzufangen werden bei der modernen Hochzeitsfotografie auch sehr viele Details festgehalten, die im Zusammenhang mit der Hochzeit stehen (z. B. Makroaufnahmen der Ringe, Kleidungsdetails, Geschenke, Tischschmuck, Speisen und Getränke, Blumenschmuck – insbesondere der Brautstrauß). Das liegt auch daran, dass viele Brautpaare viel Zeit und Liebe in die Vorbereitung der Hochzeit investieren und dann auch genau diese Details festhalten möchten.“
Ein professioneller Fotograf beachtet auch nonverbale Auftragsbeschreibungen, die in der Fotografie generell eher die Regel als die Ausnahme darstellen. Hierunter versteht man die Details, die dem Auftraggeber ins Auge fallen, allerdings einem Amateur nicht bewusst werden. Der professionelle Fotograf muss bei der Motivgestaltung und Lichtführung dezent Regie führen, aber auch auf Etiketten achten (beispielsweise den Pfarrer vorher anrufen und sich vorstellen). Außerdem besteht eine gewisse Sorgfaltspflicht, was bedeutet, dass er die Zeremonie in all ihren individuellen Abwandlungen vorher kennen muss.
Ungeachtet dieser Differenzen können bei Amateur und Profi alle genannten Elemente der Hochzeitsfotografie vorhanden sein.

## Rechtliche Aspekte
Vor den Aufnahmen kommt es üblicherweise zu einer (schriftlichen) Vereinbarung zwischen Brautleuten und dem Fotografen über den Leistungsumfang und Preise. Kernpunkt ist i. d. R. die Herausgabe von Abzügen oder Kopien der digitalen Daten. Der Fotograf bleibt dann Eigentümer, weil er die künstlerische Gestaltung des Motivs, die Auswahl der Perspektive und der Lichtverhältnisse als Kunstschaffender verantwortet und die Vereinbarung auf die Übergabe von Abzügen gerichtet. Die Herausgabe der Negative gehört aber nicht dazu. Die Auftraggeber haben jedenfalls nach § 60 UrhG das Recht, die Bilder zu vervielfältigen und unentgeltlich zu verbreiten. Dazu gehört aber nicht die Veröffentlichung im Internet. Dazu ist eine gesonderte Absprache notwendig. Für den Fotografen ist das Eigentumsrecht wichtig. Wird eine Vereinbarung getroffen, dass er die Aufnahmen im Rahmen seiner Akquisition einsetzen darf, z. B. in Schaufenstern oder auf der Homepage, so sind diese Referenzaufnahmen eine wichtige Möglichkeit, weitere potentielle Auftraggeber anzusprechen.